# 罗德尼·塞尔文
罗德尼·塞尔文（1996年11月25日—）， 是马来西亚职业足球运动员，司职后卫。现效力于马来西亚超级足球联赛的吉打达鲁阿曼。

## 国家队生涯

### 马来西亚U-23
罗德尼·塞尔文在2018年被马来西亚U-23征召，进入2018年亞洲運動會足球比賽23人大名单。